# بيتر براون (لاعب هوكي الجليد)
بيتر براون (بالإنجليزية: Peter Brown)‏ هو لاعب هوكي الجليد أمريكي، ولد في 21 مايو 1954 في بوسطن في الولايات المتحدة.

## وصلات خارجية
- بيتر براون على موقع EliteProspects.com (الإنجليزية)
- بيتر براون على موقع HockeyDB.com (الإنجليزية)